# 地震儀

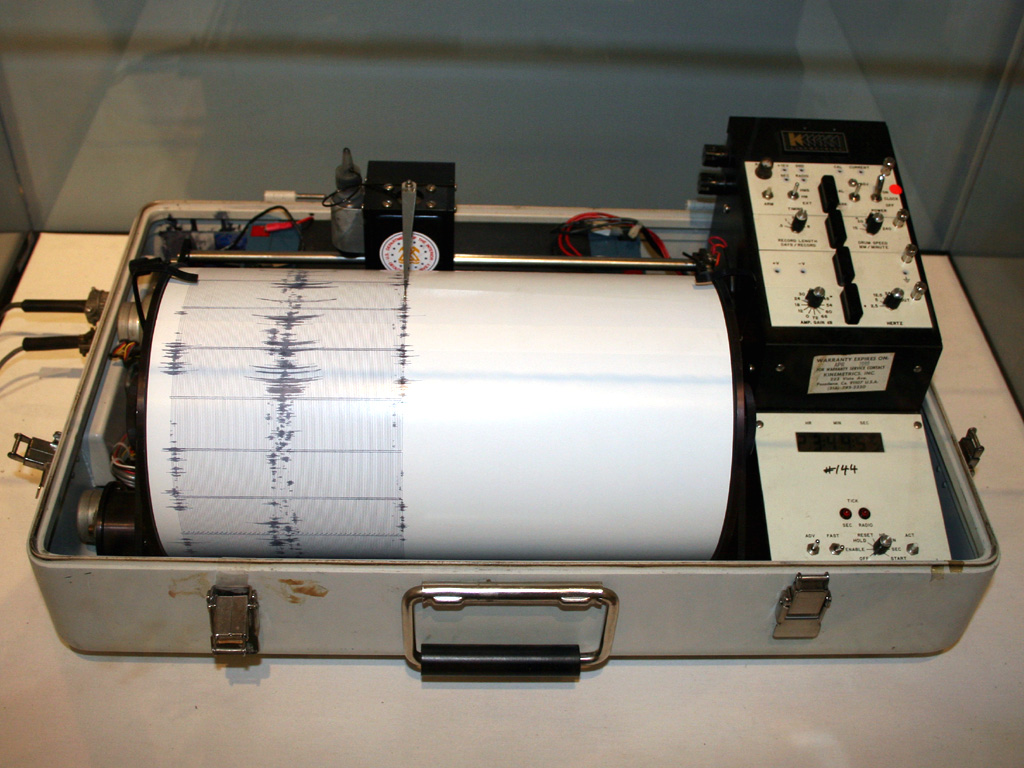
地震儀

地震儀是種能夠偵測大地震動、探知地震發生、測繪地震波波形，並輸出震波圖的儀器。當地震發生時，人類除了肉體感知震動外，如果要藉科學瞭解地震波具體的震動方式、震動方向、振動週期，就得利用地震儀記錄地震波。

## 地震儀的原理
當地震發生時，大地、房屋，乃至於空氣都會因此而晃動，任何儀器也不例外。在這種場合，如果能夠設計做出一個不會隨地震運動、保持平穩的參考點，再做出一個能夠紀錄參考點與其他搖晃物件相對位置的設備，人類就可以藉此知曉地震造成的具體搖晃過程。

地震儀的基本構造由重錘、紀錄設備和彈簧三者組成 。重錘在地震儀中扮演的角色就是不會搖晃的參考點，這是因為連接在彈簧上的重錘很重，在地震中會因為慣性作用而保持幾乎不動的緣故。記錄設備可以是電子感應線圈或是傳統的滾紙 ，固定在地震儀的支架上，隨世界搖晃，並隨時紀錄搖晃過程中與重錘的相對位置。彈簧用於懸吊或支撐重錘，確保他能夠不受搖晃地面的干擾。當然了，以上的說法是從物理學的角度出發的；真正在地震時，因為操作地震儀的人們也會和踩著的地面一起搖晃，所以從人的角度出發，反倒會覺得固定在地面上的是記錄設備，晃動的是與地面動作不一致的重錘。

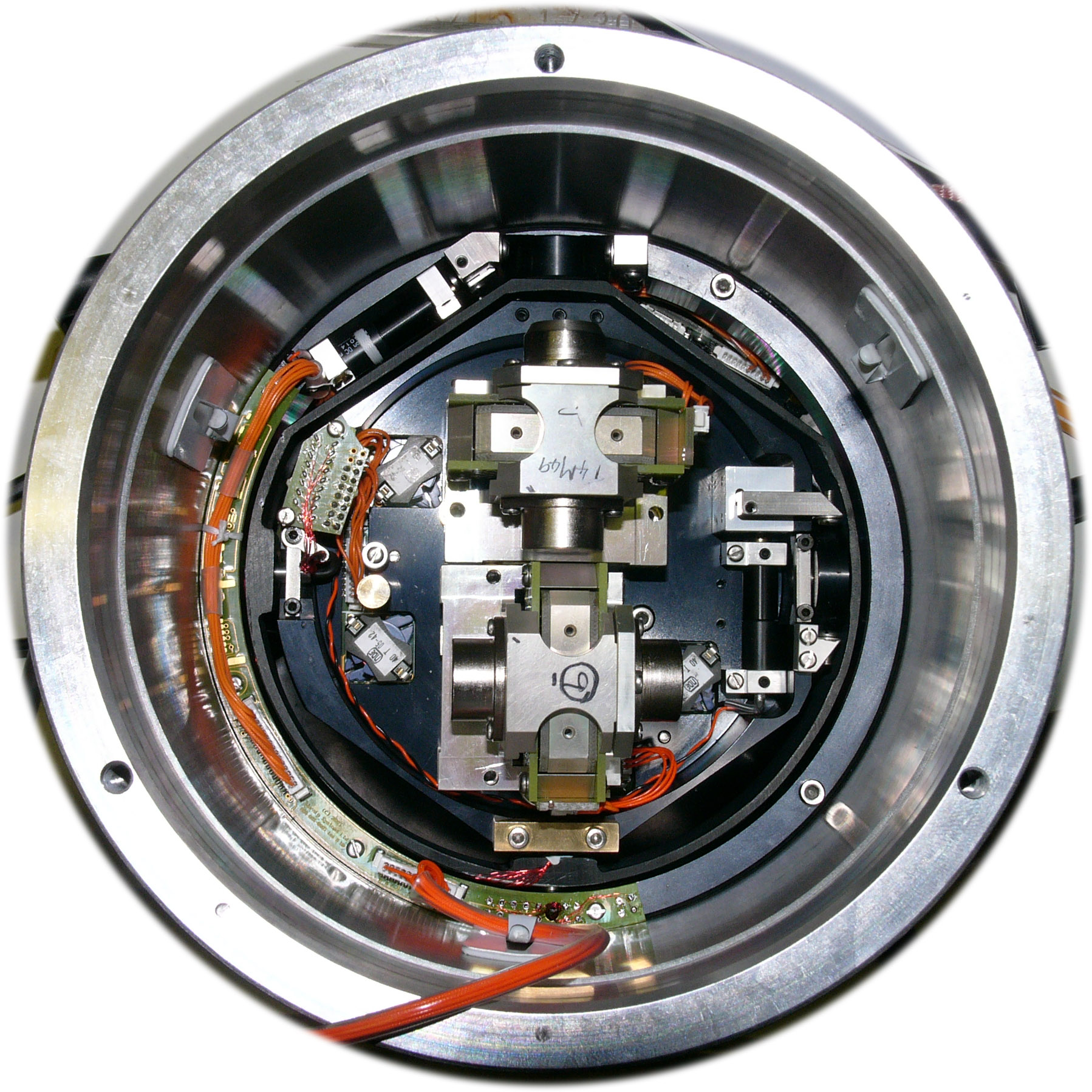
可以同時測量3個方向的地震計內部。 像這個地震儀一樣，許多外部形狀都是圓柱形的。
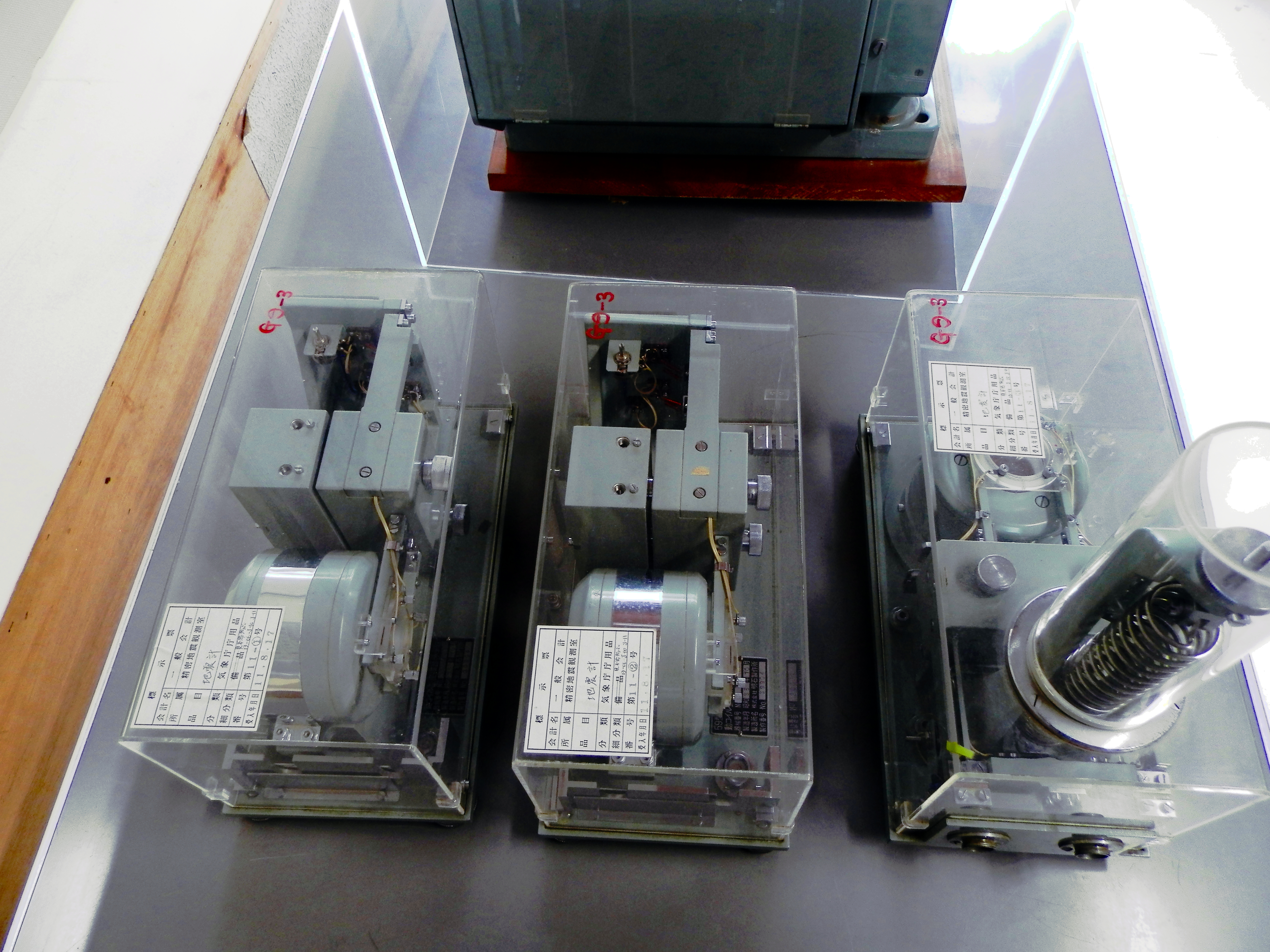
在舊式地震儀中，三個方向的測量元件放在單獨的殼體中並組合使用。

## 種類
田中館式地震計
田中館式地震儀（日语：田中館式地震計）是在1900年左右由東京帝國大學的田中館愛橘開發的一種地震儀。低倍率（等倍）。該式地震儀使用兩個類似瓦特式蒸汽機的水平擺錘和一個彈簧式的垂直擺錘，並在明治末期到大正時代得到實驗性採用，安裝在在當時的東京中央氣象台。

## 外部連結
- 1900年以前的早期地震儀：美國地質調查局提供的網站資源（英語）